# دوپاره‌سرسانان
دوپاره‌سرسانان (Lecanicephaloidea) راسته‌ای از کرم‌های نواری هستند. گونه‌های این راسته شامل انگل‌های احشایی ماهیان نرم‌آبشش‌دار است.
کرم‌های دوپاره‌سرسان همان‌گونه که از نامشان برمی‌آید سری دارند که از دو بخش تشکیل شده‌است. نیمه زیرین سر آن‌ها گردنی را تشکیل می‌دهد که چهار مکنده کوچک دارد. نیمه بالایی سر این کرم‌ها یا کروی‌شکل است یا شاخک‌دار و ساختاری غده‌ای دارد.